# Maie Kalda
Maie Kalda (19 de junho de 1929 - 8 de novembro de 2013) foi uma estudiosa e crítica literária da Estónia.
Kalda nasceu em Väike-Maarja. Em 1956, ela formou-se na Universidade de Tartu em filologia da Estónia. A partir de 1956 ela trabalhou no Instituto de Língua e Literatura da Academia de Ciências da SSR da Estónia e no seu sucessor, Centro de Literatura Under e Tuglas. Em 1980, ela foi uma das signatárias da Carta dos 40 intelectuais.
Em 2001 ela foi premiada com a Ordem da Estrela Branca, IV classe.